# Guerreiro de Hirschlanden
O Guerreiro de Hirschlanden é a estátua de um guerreiro nu itifálico, feito de arenito, a mais velha estátua antropomórfica em tamanho natural conhecida da Idade do Ferro, ao norte dos Alpes. Foi produzida pela Cultura de Hallstatt, no início da Idade do Ferro (800-475 a.C.). A estátua encontra-se atualmente em exibição no Württembergisches Landesmuseum em Stuttgart. A parte preservada mede 1,50 m. Os pés foram quebrados.

## Características
O guerreiro usa um chapéu pontudo, talvez - em analogia ao rico túmulo de Hochdorf - feito de casca de vidoeiro, um colar (torc) e um cinturão com uma típica adaga Hallstatt tardia.
Enquanto as pernas foram modeladas realisticamente, a parte superior do corpo é esquemática e a face um mero esboço, levando a discussões de que o homem poderia estar usando uma máscara, como as encontradas nas inumações em Klein-Klein, Styria, Áustria, Trebenište (Macedônia) e as muito mais antigas covas-poço de Micenas, cerca de 1500 a.C..
A influência dos kouroi gregos tem sido discutida. Numerosos vasos negros ilustrados, encontrados em povoações fortificadas deste período atestam contactos comerciais com o Mediterrâneo, provavelmente via rio Ródano e a colônia grega de Massília. Conexões estilísticas muito mais próximas existem com as estátuas melhor elaboradas de Capestrano, Picênio, Itália (650-550 a.C.) e Casale Marittimo (meados do século VII a.C.).
A estátua foi encontrada em Hirschlanden (agora Ditzingen-Hirschlanden, Bade-Vurtemberga, Alemanha) em 1963, quando uma mamoa foi escavada. O monte estava cercado por um círculo e um muro de pedra. Ele continha 16 sepulturas, indo do início da Idade do Ferro (Hallstatt D1, cerca de 600 a.C.) até o início da Idade do Ferro Tardia (período La Tène, cerca de 450 a.C.). A estátua foi encontrada ao norte do monte, mas supõe-se que originalmente tenha estado colocada em seu topo. Ela apresenta um significativo desgaste, sugerindo que ficou exposta aos elementos por um longo período, antes de ser enterrada.
Outras estátuas antropomórficas do início da Idade do Ferro têm sido encontradas em Rotemburgo, Tubinga, Stammheim e Stockach (todas em Bade-Vurtemberga, Alemanha), mas são ainda mais estilizadas, mais talhas que estátuas.
No período La Tène subseqüente, estátuas antropomórficas são muito mais comuns, e os exemplos incluem as achadas em Glauberg (Hessen, Alemanha), Holzgerlingen (Bade-Vurtemberga, Alemanha) e Mšeke Žehrovice (Boêmia).

## Literatura
- Piceni, Popolo d'Europa. Roma, Edizioni de Luca, 1999.
- S. Rieckhoff andJ. Biel, Die Kelten in Deutschland. Stuttgart, Theiss, 2001.